# Tobias Wendl
Tobias Wendl (Aquisgrana, 16 giugno 1987) è uno slittinista tedesco, vincitore di tre medaglie d'oro olimpiche consecutive sia nel doppio sia nelle prove a squadre: a Soči 2014, a Pyeongchang 2018 ed a Pechino 2022, di dieci titoli iridati -tre nel doppio, tre nel doppio sprint e quattro nella gara a squadre- e di sei trofei di Coppa del Mondo.

## Biografia
Fece la sua prima esperienza su una slitta all'età di sei anni, ed a partire dai tredici gli allenatori federali lo convinsero a cimentarsi nel doppio in coppia con Tobias Arlt; fin da giovane, proprio insieme ad Arlt ed agli altri compagni Natalie Geisenberger e Felix Loch, fece parte del gruppo di allenamento "Sonnenschein" sotto la guida di Norbert Loch.

### Carriera sportiva

#### Stagioni 2003-2007
Dal 2002 iniziò a gareggiare per la nazionale tedesca juniores nella specialità del doppio in coppia con Tobias Arlt, prendendo parte alla Coppa del Mondo di categoria conclusa in quinta posizione e giungendo sesto nella prova biposto e secondo in quella a squadre ai campionati mondiali di Schönau am Königssee 2003; la stagione seguente non disputò gare di Coppa ma vinse il titolo iridato a Calgary 2004 nella staffetta ed il bronzo nel doppio.
Nell'annata 2004/05 fu secondo nella classifica di Coppa del Mondo vincendo tutte le gare disputate e conquistò la medaglia d'oro mondiale sia nel doppio sia nella gara a squadre a Winterberg 2005; l'annata successiva si aggiudicò la sfera di cristallo e bissò i titoli iridati nella prova a coppie ed in quella a squadre ad Altenberg 2006. Nella stagione seguente ottenne nuovamente la seconda piazza nella classifica di Coppa, trionfando ancora una volta in tutte le gare cui partecipò, e giunse secondo nel doppio ai mondiali di Cesana Torinese 2007; fece inoltre il suo esordio nella categoria maggiore in Coppa del Mondo il 10 febbraio 2007 a Winterberg concludendo in dodicesima posizione la gara biposto e piazzandosi ventinovesimo nella graduatoria finale; disputò altresì i campionati mondiali di Innsbruck 2007 in cui si classificò nono.

#### Stagioni 2008-2014

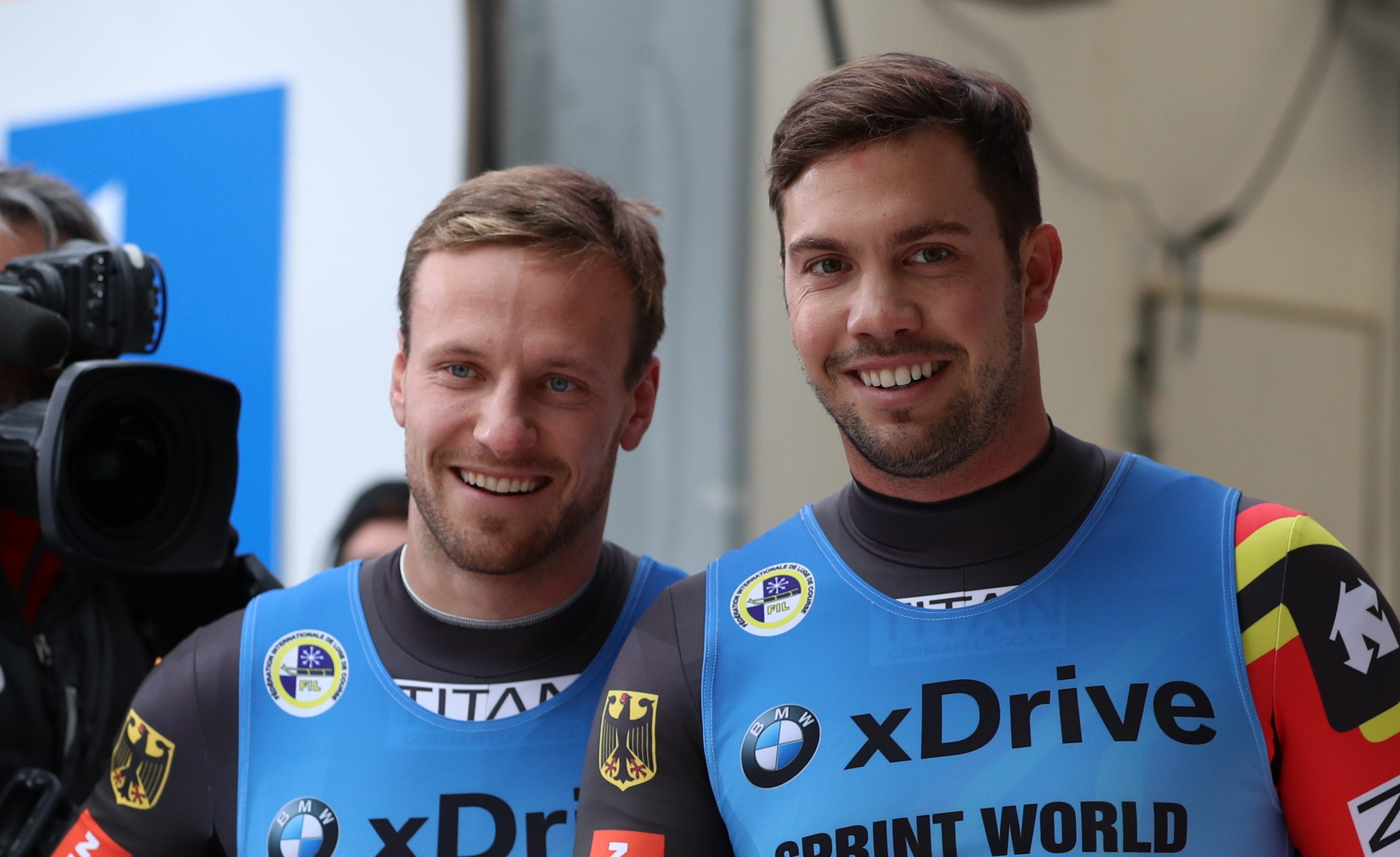
Wendl (a destra) insieme ad Arlt ad Innsbruck nella sprint di Coppa del Mondo 2018/19.

A livello assoluto ottenne il primo podio in Coppa del Mondo il 9 dicembre 2007 nella tappa di Winterberg, giungendo secondo nella gara a squadre, ed il mese successivo salì per la prima volta sul podio nella specialità del doppio con il secondo posto a Schönau am Königssee il 5 gennaio 2008, concludendo la graduatoria generale in quinta posizione, mentre nella rassegna iridata di Oberhof 2008 conquistò la medaglia d'argento; l'annata successiva conseguì la prima vittoria il 18 gennaio 2009 ad Oberhof nella prova a coppie, terminando la classifica di Coppa al quarto posto ed ai mondiali di Lake Placid 2009 finì in settima posizione.
Nel 2009/10 conquistò due vittorie di tappa a Schönau am Königssee ed a Cesana Torinese e chiuse quarto nella graduatoria generale, tuttavia non riuscì a qualificarsi per i Giochi olimpici invernali di Vancouver 2010 in quanto i due posti disponibili per ogni delegazione nazionale vennero assegnati per la Germania alle coppie formate da André Florschütz e Torsten Wustlich e da Patric Leitner ed Alexander Resch, rispettivamente giunti in prima e seconda posizione nella Coppa del Mondo; partecipò invece ai campionati europei di Sigulda 2010 in cui colse la medaglia d'argento. La stagione successiva, con quattro trionfi ed ulteriori tre piazzamenti sul podio, conquistò la sfera di cristallo, ma ai mondiali di Cesana Torinese 2011 non disputò la seconda discesa dopo aver commesso un grave errore nella prima che gli precluse ogni possibilità di medaglia.
L'annata seguente ottenne sette podi nel doppio, comprese le vittorie sulle piste di Calgary, di Schönau am Königssee e di Winterberg, classificandosi al secondo posto in Coppa del Mondo a soli dieci punti di distanza dai vincitori, i fratelli austriaci Andreas e Wolfgang Linger; ai campionati continentali di Paramonovo 2012 si assicurò le medaglie d'argento nella prova biposto e nella staffetta mentre ai mondiali di Altenberg 2012 giunse quarto nel doppio. Nel 2012/13 vinse sette delle nove prove in programma trionfando nella graduatoria finale di Coppa, fu secondo agli europei Oberhof 2013 e si impose nella rassegna iridata di Whistler 2013 sia nel doppio sia nella gara a squadre. La stagione successiva bissò la vittoria in Coppa del Mondo, conquistata matematicamente pur non prendendo parte all'ultima tappa di Sigulda -valevole anche per l'assegnazione del titolo europeo- avendo ottenuto sei vittorie ed ulteriori due secondi posti nelle otto gare precedenti; presentatosi da favorito alle Olimpiadi di Soči 2014 tenne fede al pronostico conquistando la medaglia d'oro nel doppio, distaccando di oltre mezzo secondo i più immediati inseguitori e facendo così segnare il vantaggio più ampio mai registrato nella storia dei Giochi; trionfò anche nella prova a squadre, specialità all'esordio olimpico, con i compagni Natalie Geisenberger, Felix Loch e Tobias Arlt.

#### Stagioni 2015-2020

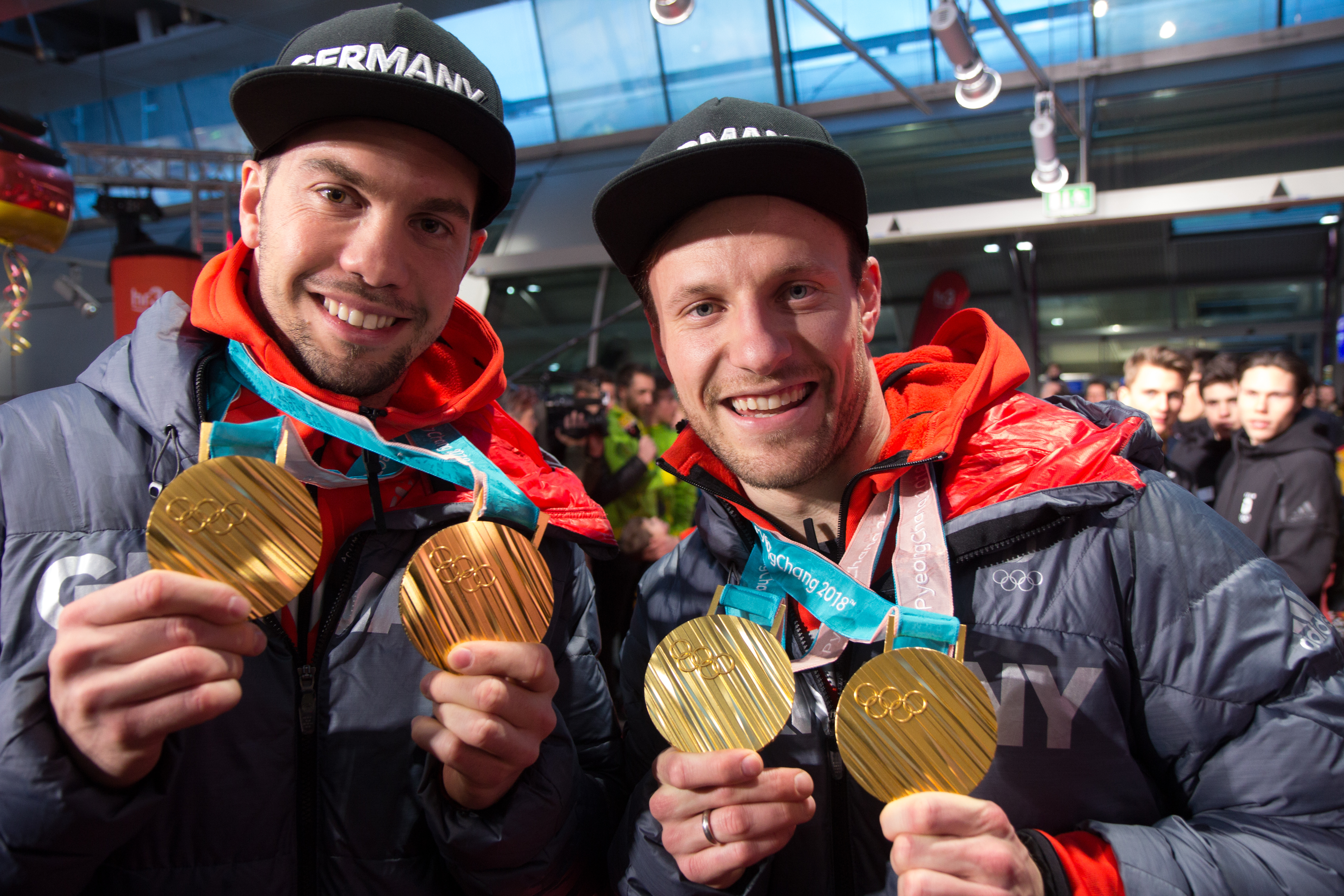
Wendl (a sinistra) insieme ad Arlt con le due medaglie d'oro vinte alle Olimpiadi di.

Nella stagione 2014/15 vinse sei delle dodici gare di Coppa in programma, compresa una nella nuova specialità delle sprint, ottenendo così la seconda posizione nella graduatoria finale, vinse l'oro sia nella prova a coppie sia in quella a staffetta ai campionati europei di Soči 2015 e si ripeté nella competizione iridata di Sigulda 2015; l'annata seguente conquistò sia la coppa di cristallo generale sia quella sprint con sei successi di tappa, comprese due sprint, giunse secondo nei campionati continentali di Altenberg 2016 ed ai mondiali di Schönau am Königssee 2016 prevalse in tutte e tre le competizioni disputate sul tracciato di casa: nel doppio, nella prova sprint ed in quella a squadre.
Nel 2016/17 si impose sui tracciati di Park City, di Oberhof e di Schönau am Königssee, vittoria quest'ultima valida pure per l'assegnazione del titolo continentale che riuscì a bissare anche in staffetta, ed in classifica generale si piazzò in seconda posizione, mentre ai mondiali di Innsbruck 2017 vinse l'oro nella gara sprint e l'argento nella prova classica; l'anno seguente ottenne due vittorie in Coppa chiudendo nuovamente al secondo posto della graduatoria finale, giunse terzo agli europei di Sigulda 2018 e si presentò alle Olimpiadi di Pyeongchang 2018 non con i favori del pronostico, anche a causa di un ribaltamento occorso durante l'ultima prova disputata, ma in gara fece segnare il nuovo record del tracciato nella prima discesa e riuscì a ripetere l'impresa di quattro anni prima trionfando sia nel doppio sia nella gara a squadre. Grazie a questo successo, lui e Arlt divennero la terza coppia capace di difendere l'oro olimpico nel doppio, dopo quella composta dai tedeschi orientali Hans Rinn e Norbert Hahn e quella dei fratelli austriaci Andreas e Wolfgang Linger. L'annata successiva concluse terzo nella Coppa del Mondo, agli europei di Oberhof 2019 vinse l'oro nel doppio e l'argento nella gara a squadre ed ai mondiali di Winterberg 2019 giunse secondo sia nella prova sprint sia in quella classica; la stagione seguente, con due vittorie ed ulteriori sei podi, si piazzò secondo nella graduatoria finale, fu settimo nella gara a coppie e quarto in quella a squadre nella rassegna continentale di Lillehammer 2020 ed ottenne due medaglie di bronzo, nel doppio e nel doppio sprint, in quella iridata di Soči 2020.

#### Stagioni 2021-2025

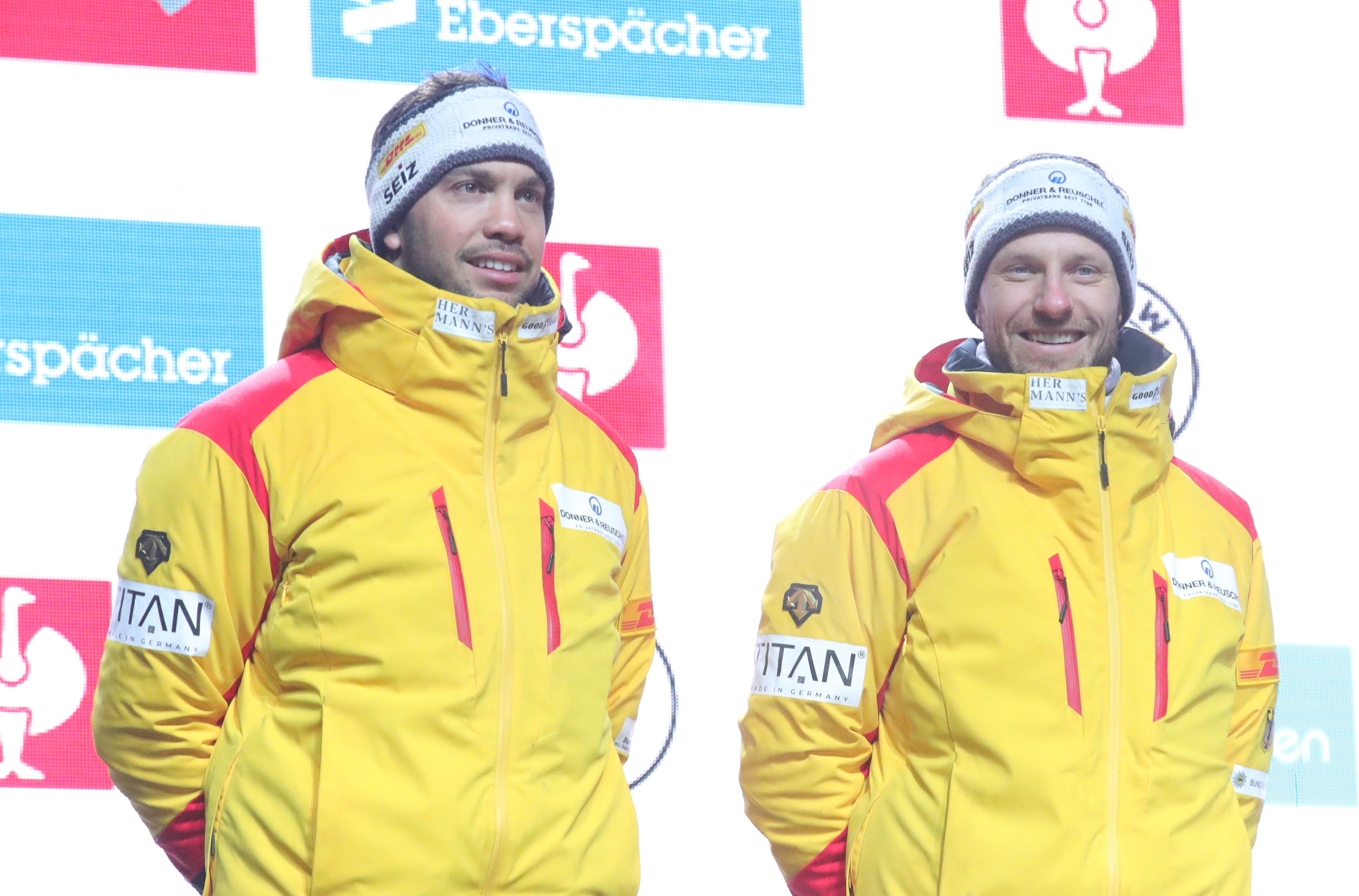
Wendl (a sinistra) insieme ad Arlt sul podio ai mondiali di Oberhof 2023.

Nell'annata 2020/21 chiuse in quarta posizione in Coppa del Mondo con la sola vittoria ottenuta sulla pista di Winterberg, giunse secondo nel doppio e terzo nella staffetta agli europei di Sigulda 2021 ed ai mondiali di Schönau am Königssee 2021 vinse il titolo nella gara sprint e l'argento nella prova classica; la stagione successiva ottenne nuovamente una sola vittoria in Coppa, ancora a Winterberg, e terminò al terzo posto nella graduatoria generale, fu secondo nei campionati europei di Sankt Moritz 2022 ed ai Giochi olimpici di Pechino 2022 si presentò nuovamente non con il ruolo di principale favorito, per via di una partenza di stagione sottotono e del nono posto ottenuto nella gara disputatasi sulla pista olimpica due mesi e mezzo prima, ma per la terza volta conquistò una doppia vittoria: nel doppio -in cui segnò nuovamente il miglior tempo in entrambe le discese- diventando così, insieme al suo compagno Arlt, il primo a vincere tre medaglie d'oro consecutive nella specialità, eguagliando le imprese riuscite nelle gare del singolo dai connazionali Georg Hackl e Natalie Geisenberger, e nella gara a squadre, rimontando il distacco di un decimo patito dai primi primi due staffettisti tedeschi nei confronti della formazione austriaca.
Nel 2022/23 trionfò in sei delle dodici gare di Coppa disputate e conquistò la sfera di cristallo generale nonché le due di specialità; nella rassegna europea di Sigulda 2023 vinse l'oro nel doppio e l'argento nella staffetta ed in quella iridata di Oberhof 2023 ottenne l'argento nella prova sprint ed in quella classica. L'annata seguente concluse al secondo posto nella classifica di Coppa, con dieci podi compresa la vittoria sulla pista del Whistler Sliding Centre, agli europei di Innsbruck 2024 giunse terzo nella gara biposto e secondo in quella a squadre mentre ai mondiali di Altenberg 2024 fu settimo nella prova sprint, bronzo in quella classica e vinse il titolo a squadre.
Nella stagione 2024/25, con quattro vittorie ed ulteriori tre podi nelle nove gare in programma, si aggiudicò nuovamente la Coppa del Mondo, la sesta della sua carriera; ai campionati continentali di Winterberg 2025 vinse il titolo nella prova di coppia e fu secondo in quella a squadre, mentre nella rassegna iridata di Whistler 2025 conquistò la medaglia di bronzo nel doppio e nella neonata specialità della staffetta mista doppio, insieme ad Arlt ed alle connazionali Jessica Degenhardt e Cheyenne Rosenthal.

## Palmarès

### Olimpiadi
- 6 medaglie:
  - 6 ori (doppio, gara a squadre a Soči 2014; doppio, gara a squadre a Pyeongchang 2018; doppio, gara a squadre a Pechino 2022).

### Mondiali
- 22 medaglie:
  - 10 ori (doppio, gara a squadre a Whistler 2013; doppio, gara a squadre a Sigulda 2015; doppio, doppio sprint, gara a squadre a Schönau am Königssee 2016; doppio sprint ad Innsbruck 2017; doppio sprint a Schönau am Königssee 2021; gara a squadre ad Altenberg 2024);
  - 7 argenti (doppio ad Oberhof 2008; doppio ad Innsbruck 2017; doppio, doppio sprint a Winterberg 2019; doppio a Schönau am Königssee 2021; doppio, doppio sprint ad Oberhof 2023);
  - 5 bronzi (doppio, doppio sprint a Soči 2020; doppio ad Altenberg 2024; doppio, staffetta mista doppio a Whistler 2025).

### Europei
- 22 medaglie:
  - 7 ori (doppio, gara a squadre a Soči 2015; doppio, gara a squadre a Schönau am Königssee 2017; doppio ad Oberhof 2019; doppio a Sigulda 2023; doppio a Winterberg 2025);
  - 11 argenti (doppio a Sigulda 2010; doppio, gara a squadre a Paramonovo 2012; doppio ad Oberhof 2013; doppio ad Altenberg 2016; gara a squadre ad Oberhof 2019; doppio a Sigulda 2021; doppio a Sankt Moritz 2022; gara a squadre a Sigulda 2023; gara a squadre ad Innsbruck 2024; gara a squadre a Winterberg 2025);
  - 4 bronzi (gara a squadre a Sigulda 2010; doppio a Sigulda 2018; gara a squadre a Sigulda 2021; doppio ad Innsbruck 2024).

### Mondiali juniores
- 8 medaglie:
  - 5 ori (gara a squadre a Calgary 2004; doppio, gara a squadre a Winterberg 2005; doppio, gara a squadre ad Altenberg 2006);
  - 2 argenti (gara a squadre a Schönau am Königssee 2003; doppio a Cesana Torinese 2007);
  - 1 bronzo (doppio a Calgary 2004).

### Coppa del Mondo
- Vincitore della Coppa del Mondo generale nel doppio nel 2010/11, nel 2012/13, nel 2013/14, nel 2015/16, nel 2022/23 e nel 2024/25.
- Vincitore della Coppa del Mondo di specialità nel doppio nel 2022/23.
- Vincitore della Coppa del Mondo di specialità nel doppio sprint nel 2015/16 e nel 2022/23.
- 184 podi (109 nel doppio, 21 nel doppio sprint, 3 nelle staffette miste doppio, 51 nelle gare a squadre):
  - 93 vittorie (51 nel doppio, 6 nel doppio sprint, 2 nelle staffette miste doppio, 34 nelle gare a squadre);
  - 59 secondi posti (39 nel doppio, 6 nel doppio sprint, 14 nelle gare a squadre);
  - 32 terzi posti (19 nel doppio, 9 nel doppio sprint, 1 nelle staffette miste doppio, 3 nelle gare a squadre).

#### Coppa del Mondo - vittorie
| Data             | Luogo                | Paese       | Disciplina                                                                                             |
| ---------------- | -------------------- | ----------- | --- |
| 18 gennaio 2009  | Oberhof              | Germania    | Doppio con Tobias Arlt                                                                                 |
| 18 gennaio 2009  | Oberhof              | Germania    | Gara a squadre con Jan Eichhorn, Natalie Geisenberger e Tobias Arlt                                    |
| 23 gennaio 2009  | Altenberg            | Germania    | Gara a squadre con David Möller, Natalie Geisenberger e Tobias Arlt                                    |
| 6 dicembre 2009  | Altenberg            | Germania    | Gara a squadre con Felix Loch, Tatjana Hüfner e Tobias Arlt                                            |
| 2 gennaio 2010   | Schönau am Königssee | Germania    | Doppio con Tobias Arlt                                                                                 |
| 3 gennaio 2010   | Schönau am Königssee | Germania    | Gara a squadre con Tatjana Hüfner, Felix Loch e Tobias Arlt                                            |
| 10 gennaio 2010  | Winterberg           | Germania    | Gara a squadre con Tatjana Hüfner, Johannes Ludwig e Tobias Arlt                                       |
| 30 gennaio 2010  | Cesana Torinese      | Italia      | Doppio con Tobias Arlt                                                                                 |
| 28 novembre 2010 | Innsbruck            | Austria     | Gara a squadre con Tatjana Hüfner, Andi Langenhan e Tobias Arlt                                        |
| 4 dicembre 2010  | Winterberg           | Germania    | Doppio con Tobias Arlt                                                                                 |
| 5 dicembre 2010  | Winterberg           | Germania    | Gara a squadre con Tatjana Hüfner, David Möller e Tobias Arlt                                          |
| 11 dicembre 2010 | Calgary              | Canada      | Doppio con Tobias Arlt                                                                                 |
| 5 gennaio 2011   | Schönau am Königssee | Germania    | Doppio con Tobias Arlt                                                                                 |
| 6 gennaio 2011   | Schönau am Königssee | Germania    | Gara a squadre con Natalie Geisenberger, Jan Eichhorn e Tobias Arlt                                    |
| 15 gennaio 2011  | Oberhof              | Germania    | Doppio con Tobias Arlt                                                                                 |
| 16 gennaio 2011  | Oberhof              | Germania    | Gara a squadre con Tatjana Hüfner, Felix Loch e Tobias Arlt                                            |
| 23 gennaio 2011  | Altenberg            | Germania    | Gara a squadre con Tatjana Hüfner, Felix Loch e Tobias Arlt                                            |
| 17 dicembre 2011 | Calgary              | Canada      | Doppio con Tobias Arlt                                                                                 |
| 5 gennaio 2012   | Schönau am Königssee | Germania    | Doppio con Tobias Arlt                                                                                 |
| 21 gennaio 2012  | Winterberg           | Germania    | Doppio con Tobias Arlt                                                                                 |
| 22 gennaio 2012  | Winterberg           | Germania    | Gara a squadre con Anke Wischnewski, Felix Loch e Tobias Arlt                                          |
| 24 novembre 2012 | Innsbruck            | Austria     | Doppio con Tobias Arlt                                                                                 |
| 25 novembre 2012 | Innsbruck            | Austria     | Gara a squadre con Anke Wischnewski, David Möller e Tobias Arlt                                        |
| 1º dicembre 2012 | Schönau am Königssee | Germania    | Doppio con Tobias Arlt                                                                                 |
| 8 dicembre 2012  | Altenberg            | Germania    | Doppio con Tobias Arlt                                                                                 |
| 9 dicembre 2012  | Altenberg            | Germania    | Gara a squadre con Natalie Geisenberger, Felix Loch e Tobias Arlt                                      |
| 15 dicembre 2012 | Sigulda              | Lettonia    | Doppio con Tobias Arlt                                                                                 |
| 16 dicembre 2012 | Sigulda              | Lettonia    | Gara a squadre con Natalie Geisenberger, Felix Loch e Tobias Arlt                                      |
| 5 gennaio 2013   | Schönau am Königssee | Germania    | Doppio con Tobias Arlt                                                                                 |
| 6 gennaio 2013   | Schönau am Königssee | Germania    | Gara a squadre con Natalie Geisenberger, David Möller e Tobias Arlt                                    |
| 8 febbraio 2013  | Lake Placid          | Stati Uniti | Doppio con Tobias Arlt                                                                                 |
| 9 febbraio 2013  | Lake Placid          | Stati Uniti | Gara a squadre con Natalie Geisenberger, Ralf Palik e Tobias Arlt                                      |
| 23 febbraio 2013 | Soči                 | Russia      | Doppio con Tobias Arlt                                                                                 |
| 24 febbraio 2013 | Soči                 | Russia      | Gara a squadre con Tatjana Hüfner, Andi Langenhan e Tobias Arlt                                        |
| 16 novembre 2013 | Lillehammer          | Norvegia    | Doppio con Tobias Arlt                                                                                 |
| 30 novembre 2013 | Winterberg           | Germania    | Doppio con -                                                                                           |
| 6 dicembre 2013  | Whistler             | Canada      | Doppio con Tobias Arlt                                                                                 |
| 7 dicembre 2013  | Whistler             | Canada      | Gara a squadre con Natalie Geisenberger, Felix Loch e Tobias Arlt                                      |
| 13 dicembre 2013 | Park City            | Stati Uniti | Doppio con Tobias Arlt                                                                                 |
| 14 dicembre 2013 | Park City            | Stati Uniti | Gara a squadre con Natalie Geisenberger, Felix Loch e Tobias Arlt                                      |
| 4 gennaio 2014   | Schönau am Königssee | Germania    | Doppio con Tobias Arlt                                                                                 |
| 5 gennaio 2014   | Schönau am Königssee | Germania    | Gara a squadre con Natalie Geisenberger, Felix Loch e Tobias Arlt                                      |
| 18 gennaio 2014  | Altenberg            | Germania    | Doppio con Tobias Arlt                                                                                 |
| 13 dicembre 2014 | Calgary              | Canada      | Doppio sprint con Tobias Arlt                                                                          |
| 3 gennaio 2015   | Schönau am Königssee | Germania    | Doppio con Tobias Arlt                                                                                 |
| 4 gennaio 2015   | Schönau am Königssee | Germania    | Gara a squadre con Natalie Geisenberger, Felix Loch e Tobias Arlt                                      |
| 17 gennaio 2015  | Oberhof              | Germania    | Doppio con Tobias Arlt                                                                                 |
| 18 gennaio 2015  | Oberhof              | Germania    | Gara a squadre con Natalie Geisenberger, Felix Loch e Tobias Arlt                                      |
| 31 gennaio 2015  | Lillehammer          | Norvegia    | Doppio con Tobias Arlt                                                                                 |
| 1º febbraio 2015 | Lillehammer          | Norvegia    | Gara a squadre con Dajana Eitberger, Felix Loch e Tobias Arlt                                          |
| 21 febbraio 2015 | Altenberg            | Germania    | Doppio con Tobias Arlt                                                                                 |
| 28 febbraio 2015 | Soči                 | Russia      | Doppio con Tobias Arlt                                                                                 |
| 1º marzo 2015    | Soči                 | Russia      | Gara a squadre con Dajana Eitberger, Felix Loch e Tobias Arlt                                          |
| 11 dicembre 2015 | Park City            | Stati Uniti | Doppio con Tobias Arlt                                                                                 |
| 19 dicembre 2015 | Calgary              | Canada      | Doppio sprint con Tobias Arlt                                                                          |
| 9 gennaio 2016   | Sigulda              | Lettonia    | Doppio con Tobias Arlt                                                                                 |
| 10 gennaio 2016  | Sigulda              | Lettonia    | Gara a squadre con Tatjana Hüfner, Felix Loch e Tobias Arlt                                            |
| 17 gennaio 2016  | Oberhof              | Germania    | Doppio con Tobias Arlt                                                                                 |
| 17 gennaio 2016  | Oberhof              | Germania    | Doppio sprint con Tobias Arlt                                                                          |
| 6 febbraio 2016  | Soči                 | Russia      | Doppio con Tobias Arlt                                                                                 |
| 16 dicembre 2016 | Park City            | Stati Uniti | Doppio con Tobias Arlt                                                                                 |
| 5 gennaio 2017   | Schönau am Königssee | Germania    | Doppio con Tobias Arlt                                                                                 |
| 6 gennaio 2017   | Schönau am Königssee | Germania    | Gara a squadre con Natalie Geisenberger, Ralf Palik e Tobias Arlt                                      |
| 4 febbraio 2017  | Oberhof              | Germania    | Doppio con Tobias Arlt                                                                                 |
| 5 febbraio 2017  | Oberhof              | Germania    | Gara a squadre con Natalie Geisenberger, Felix Loch e Tobias Arlt                                      |
| 26 novembre 2017 | Winterberg           | Germania    | Doppio sprint con Tobias Arlt                                                                          |
| 6 gennaio 2018   | Schönau am Königssee | Germania    | Doppio con Tobias Arlt                                                                                 |
| 7 dicembre 2018  | Calgary              | Canada      | Doppio con Tobias Arlt                                                                                 |
| 8 dicembre 2018  | Calgary              | Canada      | Gara a squadre con Julia Taubitz, Felix Loch e Tobias Arlt                                             |
| 9 febbraio 2019  | Oberhof              | Germania    | Doppio con Tobias Arlt                                                                                 |
| 30 novembre 2019 | Lake Placid          | Stati Uniti | Doppio con Tobias Arlt                                                                                 |
| 1º febbraio 2020 | Oberhof              | Germania    | Doppio con Tobias Arlt                                                                                 |
| 2 febbraio 2020  | Oberhof              | Germania    | Gara a squadre con Anna Berreiter, Johannes Ludwig e Tobias Arlt                                       |
| 19 dicembre 2020 | Winterberg           | Germania    | Doppio con Tobias Arlt                                                                                 |
| 1º gennaio 2022  | Winterberg           | Germania    | Doppio con Tobias Arlt                                                                                 |
| 17 dicembre 2022 | Park City            | Stati Uniti | Doppio sprint con Tobias Arlt                                                                          |
| 14 gennaio 2023  | Sigulda              | Lettonia    | Doppio con Tobias Arlt                                                                                 |
| 11 febbraio 2023 | Winterberg           | Germania    | Doppio con Tobias Arlt                                                                                 |
| 12 febbraio 2023 | Winterberg           | Germania    | Doppio sprint con Tobias Arlt                                                                          |
| 18 febbraio 2023 | Sankt Moritz         | Svizzera    | Doppio con Tobias Arlt                                                                                 |
| 19 febbraio 2023 | Sankt Moritz         | Svizzera    | Gara a squadre con Dajana Eitberger, Max Langenhan e Tobias Arlt                                       |
| 25 febbraio 2023 | Winterberg           | Germania    | Doppio con Tobias Arlt                                                                                 |
| 15 dicembre 2023 | Whistler             | Canada      | Doppio con Tobias Arlt                                                                                 |
| 16 dicembre 2023 | Whistler             | Canada      | Gara a squadre con Julia Taubitz, Tobias Arlt, Max Langenhan, Jessica Degenhardt e Cheyenne Rosenthal  |
| 7 gennaio 2024   | Winterberg           | Germania    | Gara a squadre con Anna Berreiter, Tobias Arlt, Max Langenhan, Jessica Degenhardt e Cheyenne Rosenthal |
| 3 marzo 2024     | Sigulda              | Lettonia    | Gara a squadre con Anna Berreiter, Tobias Arlt, Felix Loch, Jessica Degenhardt e Cheyenne Rosenthal    |
| 1º dicembre 2024 | Lillehammer          | Norvegia    | Staffetta mista doppio con Tobias Arlt, Dajana Eitberger e Magdalena Matschina                         |
| 4 gennaio 2025   | Sigulda              | Lettonia    | Doppio con Tobias Arlt                                                                                 |
| 5 gennaio 2025   | Sigulda              | Lettonia    | Gara a squadre con Merle Fräbel, Tobias Arlt, Max Langenhan, Jessica Degenhardt e Cheyenne Rosenthal   |
| 18 gennaio 2025  | Winterberg           | Germania    | Doppio con Tobias Arlt                                                                                 |
| 25 gennaio 2025  | Oberhof              | Germania    | Doppio con Tobias Arlt                                                                                 |
| 26 gennaio 2025  | Oberhof              | Germania    | Staffetta mista doppio con Tobias Arlt, Jessica Degenhardt e Cheyenne Rosenthal                        |
| 23 febbraio 2025 | Yanqing              | Cina        | Doppio con Tobias Arlt                                                                                 |

### Coppa del Mondo juniores
- Vincitore della Coppa del Mondo juniores nel doppio nel 2005/06.

### Campionati tedeschi
- 26 medaglie:
  - 15 ori (doppio ad Oberhof 2011; doppio, gara a squadre ad Altenberg 2012; doppio, gara a squadre a Schönau am Königssee 2013; doppio, gara a squadre a Schönau am Königssee 2016; gara a squadre ad Altenberg 2018; gara a squadre a Winterberg 2019; doppio, gara a squadre a Schönau am Königssee 2021; doppio, gara a squadre ad Oberhof 2023; doppio, gara a squadre a Winterberg 2025);
  - 8 argenti (doppio a Winterberg 2010; doppio ad Oberhof 2015; doppio ad Altenberg 2018; doppio a Winterberg 2019; doppio ad Oberhof 2020; doppio ad Altenberg 2022; doppio, gara a squadre ad Altenberg 2024);
  - 3 bronzi (doppio ad Oberhof/Schönau am Königssee 2005; doppio ad Altenberg 2007; doppio ad Oberhof 2008).

## Riconoscimenti
Alle premiazioni dello sportivo bavarese, riconoscimento assegnato annualmente dal Primo Ministro dello Stato federato della Baviera, nel 2014 venne insignito del riconoscimento "Premio personale del Primo Ministro bavarese" quale parte del "Trainingsteam Sonnenschein" insieme ai compagni Natalie Geisenberger, Felix Loch e Tobias Arlt ed ai tecnici Georg Hackl e Norbert Loch e nel 2022 fu premiato nella categoria "eccezionale carriera sportiva" insieme ai compagni Natalie Geisenberger e Tobias Arlt.